# Afrique occidentale britannique

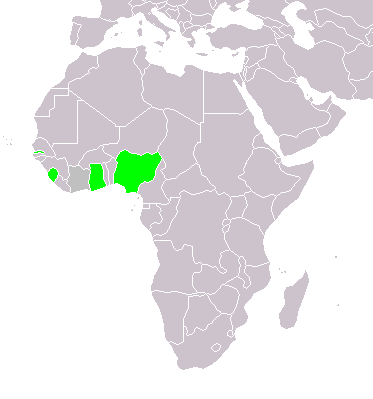
Carte de l'Afrique occidentale britannique.

L'Afrique occidentale britannique désigne les colonies britanniques de l'ouest de l'Afrique. Elles correspondent aujourd'hui au Nigeria, au Ghana, au Sierra Leone à la Gambie.

## Période précoloniale
Il est important de souligner qu’avant la présence coloniale britannique, des peuples avec leurs propres systèmes politiques, économiques et sociaux évoluent sur les territoires que l’Angleterre revendique comme territoire. En Gambie, les sociétés sénégambiennes ont une division en strates importantes entre les ordres et les castes. Il s’ensuit également une division des pouvoirs tout aussi élaborée entre les différents membres de la classe dirigeante et de la royauté. Par exemple, dans les royaumes mandingues de Gambie, la société se divise en plusieurs catégories comme les nobles, les hommes libres, les artisans castrés et chacune de ces classes à sa propre hiérarchie. Il s’agit d’un système comparable aux royaumes wolofs et aux sociétés sérères. Il s’agit également des classes dirigeantes qui contrôlent le commerce des esclaves. Ils laissent toutefois le contrôle du commerce intérieur aux tribus maures. Les sociétés mauritaniennes et sénégambiennes sont difficiles à traiter séparément en raison de leur proximité géographique. Ce fait montre la complexité des sociétés présentes sur le continent africain.

## Période coloniale

### Historique

#### Course à l’Afrique
La période de 1815 à 1865 est caractérisée par un regain d’intérêt venant des empires européens envers le continent africain. À compter de 1856, la colonisation de ce continent par les puissances européennes s’accélère.
En ce qui concerne l’Angleterre, elle cherche des plus petits territoires en comparaison avec la France. Ses possessions, en Afrique, sont concentrées sur le bord des côtes dans un premier temps. Ceci faisant, ces colonies sont en plein cœur de la stratégie maritime, économique et militaire de l’empire anglais.
En effet, l’Angleterre cherche à protéger les voies maritimes allant vers l’Inde qui est considérée comme le joyau de l’empire. En outre, la présence britannique commence assez tôt en Afrique soit à partir de 1618 pour la Gambie et qui devint une colonie à partir de 1821. Puis, en 1787, le Sierra Leone est créée pour être un refuge pour les anciens esclaves ; il devient une colonie en 1808. En outre, à partir de 1850, les Anglais font leur apparition près du fleuve Niger après la conquête de Lagos. Puis, la colonie de la Côte de l'Or est créée en 1874. Bref, Il faut comprendre que l’Angleterre commence par une présence sur les côtes, la pénétration se fait bien plus tard dans les colonies.

#### Conférence de Berlin
La conférence de Berlin qui se déroule de 1884 à 1885, à l’initiative d’Otto von Bismarck chancelier allemand de l’époque, va engendrer des conséquences majeures pour le continent africain. Il s’agit d’une initiative allemande pour calmer les tensions entre les pays européens créées par la ruée sur le continent africain. Cette conférence a pour effet de donner des règles de conduite pour la division et l’occupation du territoire. Ceci doit se faire à partir des côtes du continent et ensuite remonter à l’intérieur des terres. D’autres règlements s’ajoutent comme celui d’avoir une administration effective, de lutter contre l’esclavage, d’améliorer les conditions des vie des populations locales et être engagé dans l’évangélisation de ces derniers. Cette conférence, mis à part partager l’Afrique entre les mains de puissances étrangères, a des conséquences sur le tracé des frontières qui est encore le même que lors de la colonisation du continent.[pas clair]
En outre, l’Angleterre va effectivement suivre le principe de la pénétration du territoire par les côtes. Elle va commencer par les endroits où elle était déjà présente, c’est-à-dire la Gambie, le Sierra Leone et la Côte de l'Or. Puis, à partir de 1893, la Grande-Bretagne étend son influence sur l’arrière-pays en instaurant des protectorats. Ensuite, elle va développer simultanément une nouvelle colonie, celle du Nigeria qui avait déjà des contacts avec les Occidentaux au travers des missions d’exploration et missionnaires des années 1830. De plus, cette colonie est fondée à la suite de la conquête de Largos[à vérifier]. Les Britanniques vont établir le Niger et le Bénin qu’ils vont regrouper au sein d’une même colonie, le Nigeria en 1914. 
Il est important de souligner que la colonisation du continent africain ne s’est pas faite sans heurts. En effet, de nombreux conflits avec les populations locales ont lieu.  De ce fait, le gouvernement anglais n’hésite pas à employer la force pour parvenir à ses fins . En outre, l’avancée technologique des Européens garantit une victoire relativement rapide contre les peuples locaux.  De plus, les Anglais investissent des sommes importantes pour gagner, dans le cas des Zulu, ce sont plus de 5 millions de livres qui sont dépensées.  Dans le cas de l’Afrique occidentale britannique, la pénétration de l’arrière-pays, par la Côte de l'Or, engendre un conflit avec les Ashanti entrainant des conflits portant le même nom. En outre, deux campagnes militaires ont lieu en 1896 et 1900 pour soumettre ce peuple.
Simultanément, les Anglais veulent prendre de court les Français et les Allemands dans la course au Niger. Ce but motive le gouvernement britannique à gagner plus de terrain à partir de Largos[à vérifier] fraichement conquis et d’atteindre le Niger par les rivières de l’Huile.

### Idéologie
Diverses raisons poussent les pays européens, tels que l’Angleterre, à coloniser un autre pays. Dans certains cas, cela peut régler les problèmes d’une population trop nombreuse. En outre, des raisons économiques, pour des débouchées pour des produits dans le cas anglais, humanitaire et civilisateur envers des peuples démuni selon les Occidentaux.[pas clair] Puis, des raisons politiques poussent également l’empire anglais à la colonisation afin d'avoir des points d’appui dans le monde pour relier ses colonies plus facilement. 
Du point de vue économique, la raison de la colonisation est de permettre d’avoir un accès aux matières premières et ensuite d’avoir des débouchés pour des produits manufacturés fabriques en Europe. En outre, avec la Grande Dépression du XIXe siècle, cela permet aux Anglais de sortir de la crise économique. 
Puis, la montée du nationalisme et du patriotisme poussent également les Européens à coloniser d’autres États pour montrer leur puissance. À l’époque, un pays est évalué par l’étendue de son empire. En outre, des livres sont publiés, comme Greater Britain de Charles Dilke et The Expansion of England de John Seeley, pour affirmer la nécessité de la colonisation et participer à la propagande de l’État.

### Politique
Au cours des XIXe et XXe siècles, le type de gouvernance adopté par les Britanniques pour la gestion de l’Afrique occidentale repose sur l’indirect rule. Une idéologie raciale se cache dernière ce type de gouvernement où la primauté de la race blanche est qualifiée de supérieure sur les autres. En effet, les populations coloniales de l’empire anglais ne sont pas jugées aptes pour s’autogouverner. D’où le besoin que les Anglais effectuent un certain type de gouvernance par le biais de conseillers qui guident les chefs locaux et ces derniers doivent remplir un certain nombre de prérogatives auprès de la métropole.
Voici un exemple de l’application de l’indirect rule au Nigeria du Nord qui est implanté à partir de 1900. Les élites locales, les émirs musulmans, peuvent gérer le territoire tant qu’ils répondent aux prérogatives financières de l’administration coloniale données par des conseillers résidents. Ce système encourage également l’immobilisme politique du pays. Les Britanniques n’encouragent pas l’enseignement donné par les missionnaires, ce qui à long terme amène une division entre le sud et le nord du Nigeria. En outre, pour administrer les différents services de la colonie comme la poste et le train, le Nord est contraint de recruter ailleurs dans l’empire. Ayant une éducation moins poussée, il est difficile de développer une conscience politique propice à l’indépendance. 

### Économie et technologie
Il est important de souligner la dimension économique en Afrique occidentale britannique durant la colonisation. Le système économique en place dans la colonie et dans l’empire est celui du libre-échange. En outre, la révolution technologique, l’invention du bateau à vapeur et l’utilisation de l’acier pour ce dernier ainsi que l’invention du télégraphe permettent de connecter encore plus les différents endroits de l’empire entre eux. Cela amène la phase du projet de fédération de l’empire. Les discussions durent de 1860 à 1914 parce qu’un empire plus uni veut dire un empire plus fort capable de s’imposer aux autres forces occidentales.
Entre 1907 et 1968, circule dans cette zone la livre de l'Afrique occidentale britannique.

### Organisation

#### Justice
L’implantation d’une administration permet d’avoir la mainmise sur la population locale en permettant de disposer des ressources du territoire et de la population. En outre, afin de garantir la pérennité du contrôle européen, plusieurs autres institutions sont créées. Par contre, en Afrique occidentale Britannique et l’indirect rule, quelques institutions restent inchangées comme le système judiciaire qui est administré par les chefs locaux et qui appliquent le droit coutumier.

#### Religion et éducation
Les divisions ecclésiastiques entre protestants et catholiques se répercutent également en Afrique. Par exemple, des missionnaires protestants sont envoyés dans les États sous le contrôle britannique à des fins d’évangélisation.
L’enseignement est vu comme un moyen pour l’évangélisation des peuples. Cependant, du point de vue du gouvernement impérial, l’éducation doit être donnée dans le but de former des cadres et des auxiliaires au sein de l’administration coloniale. De leur point de vue, nul besoin de plus que l’enseignement primaire. De ce fait, très peu d’Africains accèdent aux études supérieures. En Afrique occidentale, il y a deux universités : Fourah Bay College, au Sierra Leone en 1876 et Liberia College à Monrovia, créé en 1864. 
L’anglais comme langue d’usage commence seulement à s’installer durant la deuxième moitié du XXe siècle. Les langues vernaculaires sont utilisées pour faire l’enseignement dans les écoles. Cependant, certains parents envoient à leurs frais leurs enfants dans des écoles anglophones parce que cette langue peut leur permettre de meilleures perspectives d’emploi.
En outre, l’Afrique occidentale britannique compte plus d’établissements scolaires comparativement à ailleurs sur le continent avec plusieurs écoles secondaires. D’autres lieux d’enseignement sont érigés en 1934, le Yaba Higher College à Lagos et l'Achimota College sur la Côte de l'Or.

#### Formation des élites
Les personnes ayant effectué des études supérieures sont admissibles pour travailler dans le service technique des colonies, mais ils ne sont pas admissibles pour travailler dans le milieu des finances ou dans l’administration. En effet, puisque la colonie est sous une administration indirecte de la part des Britanniques, ce sont les chefs locaux qui administrent et qui régissent la vie en colonie selon le droit coutumier. Cela occasionne plusieurs frustrations chez la nouvelle élite qui trouve refuge dans les professions libérales comme enseignant, avocat et médecin. En outre, une partie de cette élite va fonder au cours du XIXe siècle des journaux sous le premier signe du nationalisme. Ces gens éduqués vont jouer un rôle important dans la lutte pour l’indépendance de leur pays. En effet, alliés avec une classe moyenne montante, ils auront les moyens d’accéder à l’autodétermination de leur État.

## Décolonisation

### Événement et idéologie
Lors de la Première Guerre mondiale, l’Angleterre va compter sur l’aide de l’Afrique occidentale qui participe à l’effort de guerre en fournissant matières premières, argent et main d’œuvre.
En plus, d’être un conflit meurtrier et très coûteux, la Grande Guerre vient fissurer l’image que les peuples colonisés ont de la métropole. De ce fait, ils constatent les faiblesses de l’homme blanc pour l’avoir côtoyé au combat et également sa faiblesse de ne pas avoir protégé sa population.
De plus, la Société des Nations revendique le droit des peuples à disposer d’eux-mêmes. Dans le même sens, les Africains vont revendiquer le droit à la citoyenneté. Afin de concilier ses intérêts économiques et ceux des peuples de son empire, l’Angleterre propose de transformer l’empire en Commonwealth. Cependant, cette proposition rencontre de nombreuses oppositions, notamment en Afrique occidentale. D’ailleurs, un Congrès national de l’Afrique occidentale britannique qui regroupe 20 délégations est organisé à Accra au Ghana. Les participants à cet événement revendiquent plus de droits politiques et de liberté pour l’administration et la gestion de l’État. En outre, le gouvernement avait adopté de nombreuses mesures plus strictes autour de son empire pour se sortir de la crise économique des années 1930. 
Ces mesures strictes amènent d’ailleurs le déclenchement de nombreuses grèves reparties en Afrique et ailleurs dans l’empire. Le climat de la grande dépression et de la croissance économique qui s’ensuit amène les travailleurs à revendiquer de meilleures conditions de travail et de salaire à partir de 1935. 
Ce mouvement est particulièrement important dans les zones urbaines et minières ; de ce fait, en Côte de l'Or, les mouvements de contestation s’attaquent aux lignes de chemin de fer ce qui touche directement l’industrie et l’économique du pays. 
D’autres grèves ont lieu au cours des années qui suivent comme celle de 1939 au Sierra Leone et en Côte de l'Or. 
En outre, les mouvements de grèves déplorent les conditions de travail, mais également les conditions de vie déplorables. 
Du point de vue du gouvernement britannique, outre le Commonwealth, interprète la situation de la manière suivante, afin d’améliorer les conditions de vie des gens, il faut que ces derniers aient un travail et pour cela, il faut investir davantage dans le pays. 
Cependant, le déclenchement de la Seconde Guerre mondiale met les revendications nationalistes et les mesures impériales sur la glace.